# Romano Prodi
Romano Prodi Romano Prodiⓘ (Scandiano, provincia de Reggio Emilia; 9 de agosto de 1939) es un político italiano. Fue primer ministro italiano entre mayo de 1996 y octubre de 1998 y presidente de la Comisión Europea entre 1999 y 2004. Posteriormente desempeñó el cargo de presidente del Consejo de Ministros de Italia desde 2006 hasta su dimisión el 24 de enero de 2008 por la falta de apoyo en el Senado quedando en funciones hasta la elección del nuevo primer ministro. Desde el 12 de septiembre de 2008 es presidente del Grupo de Trabajo ONU-Unión Africana relativo a las misiones de mantenimiento de la paz en África.

## Trayectoria académica
Comenzó sus estudios en Reggio Emilia, donde cursó la enseñanza secundaria, para posteriormente licenciarse en Derecho, con honores, en la Università Cattolica del Sacro Cuore de Milán donde fue huésped del ilustre Colegio Universitario Augustinianum. Profundizó sus estudios en Milán, Bolonia y en la London School of Economics. 
Profesor ayudante de la Facultad de Ciencias Políticas de la Universidad de Bolonia desde 1963, en 1966 se convirtió en professore incaricato, obteniendo en 1971 la cátedra de Economía Política e Industrial. Ha sido profesor visitante en la Universidad de Harvard y en el Stanford Research Institute.
Desde el 12 de marzo de 2009 es académico correspondiente para Italia en la Real Academia de Ciencias Económicas y Financieras de España. Su discurso de ingreso se titula "L'industria: passato o futuro della nostra economia?".

## Trayectoria política
Cercano a la línea reformista de la Democracia Cristiana, fue nombrado ministro de industria por Giulio Andreotti en 1978. Posteriormente, en 1982 fue designado por Giovanni Spadolini presidente del holding público IRI (Istituto per la Ricostruzione Industriale), en el cual obtuvo resultados en su saneamiento económico. Fue presidente del IRI hasta 1989, y, de nuevo, desde 1993. En su segunda etapa al frente del instituto privatizó varias de sus sociedades. Esta segunda etapa directiva del IRI finalizó en 1994, con la victoria en las elecciones generales italianas de la coalición de centro-derecha.

### Primer Gobierno
En 1996 se celebran de nuevo elecciones generales, a las que Prodi concurrió a la cabeza de la coalición El Olivo, que aglutinaba a sectores del centro y la izquierda, laicos y de inspiración católica y ecologistas. Tras la victoria electoral de la coalición, fue nombrado presidente del Consejo de Ministros, formando un gobierno con miembros de El olivo e independientes, con el apoyo externo de Rifondazione Comunista.
La actuación del gobierno Prodi de 1996-1998 se centró en el saneamiento de la economía italiana, como ya habían comenzado a hacer sus predecesores Giuliano Amato, Carlo Azeglio Ciampi, y Lamberto Dini, con el fin de solventar la importante crisis económica y lograr la entrada de Italia en el proyecto de moneda única europea, que requería cumplir ciertos requisitos económicos que en aquel momento se antojaban difíciles. Se consiguió el principal objetivo económico, situar la relación entre déficit y producto interior bruto dentro de los límites requeridos por la Unión. Para ello, se implantó un impuesto extraordinario, conocido popularmente como eurotassa, ligado a la renta de las personas. Este impuesto sería posteriormente devuelto en un 60 % en 1999, devolución facilitada por la mejoría económica y por el menor esfuerzo que suponía el pago de la deuda pública tras la entrada en el euro.
En 1998 el gobierno de Prodi cayó, como consecuencia de la pérdida del apoyo de parte del grupo de Rifondazione Comunista, siendo sustituido por Massimo D'Alema.

### Presidente de la Comisión Europea

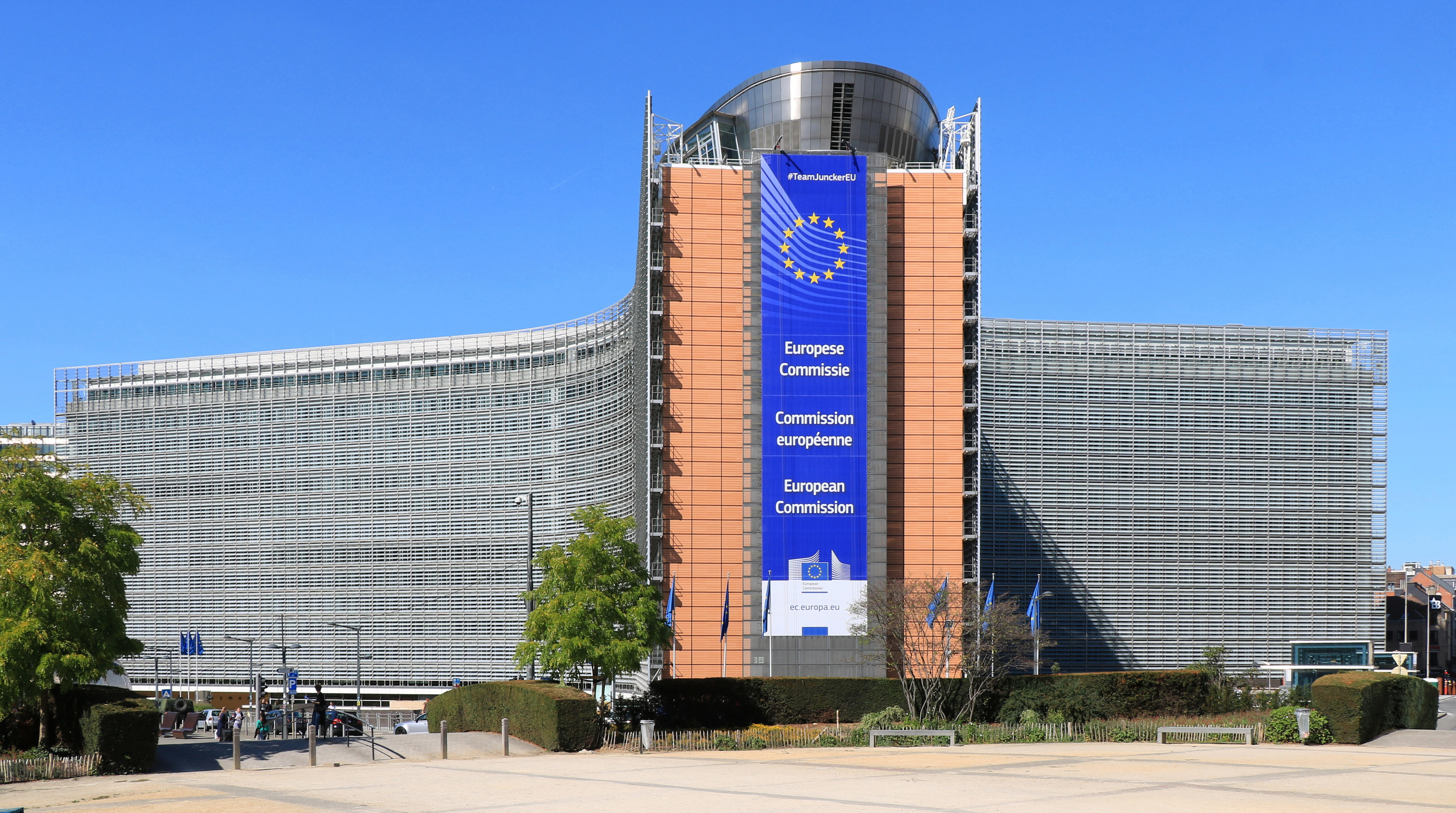
Edificio Berlaymont, sede de la Comisión Europea.

Entre 1999 y 2004 fue presidente de la Comisión Europea. Durante ese periodo tuvieron lugar varios hechos significativos en la historia de la Unión Europea: entrada en vigor del euro como moneda circulante en once de los países miembros (1 de enero de 2002), ampliación de la Unión Europea a diez nuevos países y unificación del espacio judicial europeo, con la implantación de la llamada euroorden (orden de detención europea).
Tras la finalización de su mandato como presidente de la Comisión, volvió a la política italiana. El 16 de octubre de 2005 se celebraron, a iniciativa del propio Prodi, unas primarias para elegir al candidato de la coalición de centroizquierda La Unión, que agrupa a Demócratas de Izquierda, La Margarita (partido que agrupa a diversos democristianos, liberal demócratas y socialidemócratas) y otros partidos del centro y de la izquierda.

### Segundo Gobierno
En las elecciones celebradas los días 9 y 10 de abril de 2006 La Unión, liderada por Prodi, obtuvo la mayoría en la Cámara de los Diputados y el Senado. No obstante, la victoria de La Unión sobre la Casa de las Libertades encabezada por Silvio Berlusconi fue muy ajustada en votos, obteniendo, no obstante, una amplia mayoría en la Cámara de los Diputados gracias a la ley electoral vigente, que otorga un premio de mayoría que garantiza 340 diputados a la coalición mayoritaria, y con un número de votos menor, en las elecciones al Senado, La Unión obtiene, siempre por efecto de la Ley Electoral, una ligera mayoría de solo dos senadores. El primer ministro anterior, Silvio Berlusconi, reclamó un nuevo recuento, y aludió a la posibilidad de una gran coalición.
El día 16 de mayo del 2006, Prodi asumió la presidencia del Consejo de Ministros, siendo convocado a formar gobierno por el presidente de la República Italiana, Giorgio Napolitano.

### Crisis política de 2008
Ya el día 21 de febrero de 2007, Romano Prodi había presentado su dimisión como presidente del Consejo de Ministros de Italia al Presidente de la República, Giorgio Napolitano, por la pérdida de la confianza del Senado en su política exterior, sin embargo aquella vez su coalición rechazó la dimisión el día 23 y lo mantuvo en el cargo de presidente del Consejo. Sin embargo el 24 de enero del año siguiente perdió una moción de confianza ante el senado, presentado nuevamente la renuncia.
El jueves, 24 de enero de 2008 Romano Prodi perdió la moción de confianza en el Senado italiano, lo que causó la caída de su propio gobierno. Fue derrotado en las votaciones por 161 a 156 votos (con 1 abstención). Los Populares-UDEUR, un partido democristiano muy minoritario de la coalición El Olivo con la que gobernaba Prodi, le retiró su apoyo al primer ministro después de un escándalo de presunta corrupción que implicaba al antiguo ministro de Justicia Clemente Mastella. El debate fue muy tumultuoso pues un senador de los Populares-UDEUR Stefano "Nuccio" Cusumano, tras declarar que no seguiría la dirección del partido y apoyaría a Prodi fue insultado por sus colegas democristianos.
Prodi ya había superado los votos en la cámara baja del Parlamento, la llamada Cámara de Diputados italiana aunque sabía que la alta, el Senado de la República, estaba en su contra. 
Tras este desenlace presentó su dimisión al presidente de la República, el jefe de Estado Giorgio Napolitano que en un principio no las aceptó. Napolitano, pidió al presidente del Senato Franco Marini que iniciase s consultas para ver si pudiese tener una mayoría en el Parlamento para un gobierno provisional. El gobierno provisional podía servir para reformar la ley electoral y quitar así peso a los partidos minoritarios. Las elecciones anticipadas sin embargo darían, según los sondeos, una mayoría de centro-derecha en el Parlamento. Como Marini no obtuvo garancías para tener una mayoría, Napolitano convocó nuevas elecciones para el 13 de abril. Entre tanto, Romano Prodi, se quedó como presidente del Consejo.